# Leslie Lamport
Leslie Lamport (New York, 7 febbraio 1941) è un matematico e informatico statunitense.
È noto per essere stato pioniere degli studi scientifici nell'ambito del calcolo distribuito, per i quali ha ricevuto il premio Turing 2013, nonché ideatore di LaTeX, un'estensione del software tipografico TeX.

## Formazione accademica
Si diploma al Bronx High School of Science. Nel 1960 ottiene il Bachelor's degree in matematica al MIT. Nel 1963 ottiene il Master's degree in matematica alla Brandeis University. Nel 1972 ottiene il Ph.D. in matematica alla Brandeis University. La dissertazione fu sulle singolarità nelle equazioni alle derivate parziali analitiche.

## La ricerca

### Sistemi distribuiti
La ricerca compiuta da Lamport ha gettato le basi della teoria dei sistemi distribuiti: tra i suoi lavori più degni di nota ricordiamo:
- Time, Clocks, and the Ordering of Events in a Distributed System;[4] che ha ricevuto il premio PODC Influential Paper nel 2000,[5]
- The Byzantine Generals Problem;[6]
- Distributed Snapshots: Determining Global States of a Distributed System[7]
- The Part-Time Parliament.[8]

Questi articoli trattano concetti quali orologi logici (e la relazione happened-before) e i Fallimenti Bizantini, e sono tra i lavori più citati nei campo dei sistemi distribuiti , dato che descrivono algoritmi per risolvere molti problemi fondamentali di questa disciplina, tra cui:
- l'algoritmo di Paxos per il consenso;
- l'algoritmo di Lamport del fornaio per la mutua esclusione di thread multipli in un sistema di computer che richiedono le stesse risorse contemporaneamente;
- l'algoritmo di Chandy-Lamport per la determinazione di stati globali consistenti.

### La logica
Lamport è inoltre conosciuto per gli studi sulla logica temporale, nella quale ha introdotto la Logica Temporale delle Azioni (Temporal Logic of Actions - TLA) Tra i suoi contributi più recenti abbiamo TLA+, una logica per l'analisi e la descrizione di sistemi concorrenti e reattivi, descritta nel libro: Specifying Systems: The TLA+ Language and Tools for Hardware and Software Engineers.
A Lamport è attribuito il seguente aforisma sui sistemi distribuiti:
in quanto in una sua e-mail affermò che si trattava di una definizione adottata al DEC Systems Research Center.

## Riconoscimenti onorari
Nel 2014 Lamport ha ricevuto il premio Turing per i "contributi fondamentali alla teoria e alla pratica dei sistemi distribuiti e concorrenti, in particolare per l'invenzione di concetti quali causalità, orologi logici, safety e liveness, le replicated state machines, e la consistenza sequenziale".
Ha anche ricevuto quattro dottorati onorari da università europee:
- dall'Università di Rennes nel 2003;
- dall'università di Kiel nel 2003;
- dalla EPFL nel 2004;
- dall'Università della Svizzera italiana nel 2006.[2]

Nel 2004 ha inoltre ricevuto il premio Piore della IEEE.
Nel 2005, l'articolo Reaching Agreement in the Presence of Faults ha ricevuto il Premio Dijkstra.

## Il lavoro di Lamport
Lamport ha lavorato come informatico per varie società: Massachusetts Computer Associates, SRI International, Digital Equipment Corporation, e alla Compaq. Nel 2001 entrò a far parte del Microsoft Research a Mountain View.